# Harry Axelsson Iohnson
Harry Axelsson Iohnson, född 22 augusti 1881 i Stockholm, död där 26 mars 1939, var en svensk diplomat och mecenat.
Harry Iohnson var son till Axel Johnson. Efter mogenhetsexamen i Stockholm 1920 blev han juris utriusque kandidat vid Uppsala universitet 1908. Iohnson antogs 1910 till attaché i Utrikesdepartementet och var anställd vid generalkonsulatet i Helsingfors samt vid legationen i London 1910 och i Paris 1912, avlade diplomatexamen 1913 och utnämndes samma år till andre sekreterare i Utrikesdepartementet samt var 1917–1918 tillförordnad avdelningschef där. Efter en kort tjänstgöring som legationssekreterare vid beskickningen i Bern utsågs han 1918 till chargé d’affaires vid samma beskickning. 1919 upprätthöll han samma befattning i Wien och 1920 i Helsingfors. Iohnson utnämndes 1919 till legationsråd och övergick 1920 till disponibilitet.
Han utövade särskilt efter att lämnat den diplomatiska tjänsten en omfattande verksamhet som mecenat. Iohnson intresserade sig särskilt för svensk rättsvetenskaplig forsknings främjande och spridandet av kunskap om denna forskning i utlandet. Han grundade 1919 Harry Axelssons Iohnsons fond för rättsvetenskaplig forskning, genom vilken svenska samhällsforskare bereddes möjlighet att studera i utlandet. 1927 grundade han vid Uppsala universitet Svenska institutet för internationell rätt, populärt kallat Iohnson-institutet. Iohnson blev 1923 juris hedersdoktor vid universitetet i Heidelberg.